# Тучков, Иван Иванович
Ива́н Ива́нович Тучко́в (13 сентября 1956, Москва — 22 сентября 2018, Москва) — советский и российский искусствовед, декан исторического факультета МГУ (2015—2018), заведующий кафедрой всеобщей истории искусства МГУ (2007—2018), доктор искусствоведения (2008), профессор (2009). Специализировался на искусстве итальянского Возрождения, европейском искусстве античности.

## Биография
Родился 13 сентября 1956 года в Москве.
В 1978 году окончил отделение истории и теории искусства исторического факультета МГУ, в 1981 году — аспирантуру. С того же времени преподавал на кафедре.
В 1988 году защитил кандидатскую диссертацию «Монументально-декоративные росписи вилл итальянского Возрождения и античная традиция (Флоренция и Рим)» под руководством члена-корреспондента АН СССР Виктора Гращенкова. В 2008 году защитил докторскую диссертацию «Виллы Рима эпохи Возрождения как образная система: иконология и риторика». Входил в состав ВАК РФ (с 2016).

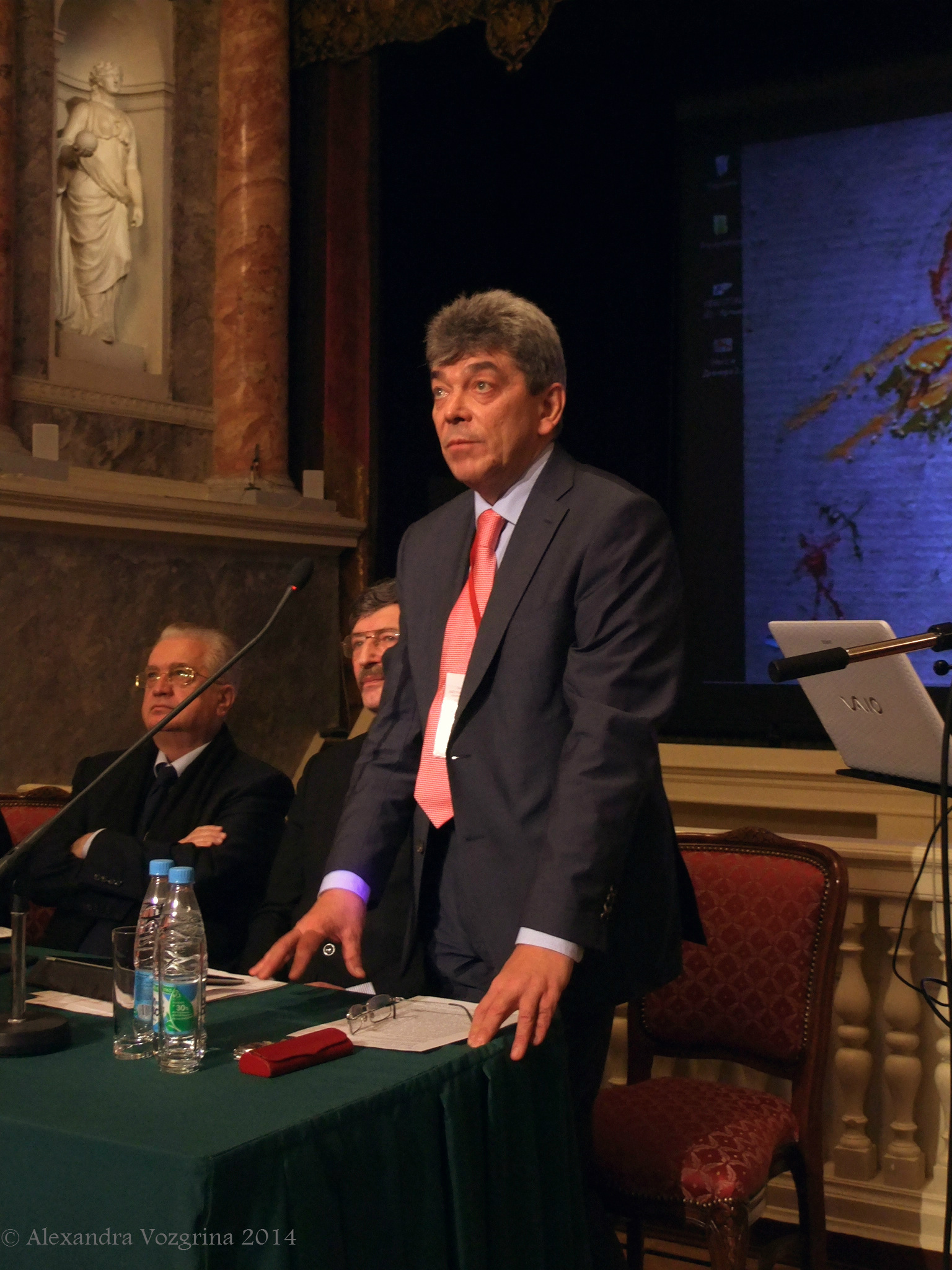
Иван Тучков выступает на 5-й международной конференции «Актуальные проблемы теории и истории искусства» (2014)

Был членом московского отделения итальянского Общества Данте Алигьери, Ассоциации искусствоведов (АИС), Российского национального комитета Международного совета музеев (ICOM), Московского союза художников и ОФ «Международный художественный фонд». Состоял в редколлегии и был ответственным редактором «Итальянского сборника», был членом редколлегии сборника «Лазаревские чтения». Один из авторов концепции выставки «Париж — Санкт-Петербург 1800—1830. Когда Россия говорила по-французски…», которая проходила в Париже и Петербурге в 2003 году. С 2010 года был постоянным куратором международной конференции «Актуальные проблемы теории и истории искусства».
За монографию «Классическая традиция и искусство Возрождения (росписи вилл Флоренции и Рима)» был удостоен Шуваловской премии МГУ (1994). Владел английским и итальянским языками.
В ноябре 2015 года был назначен исполняющим обязанности декана исторического факультета МГУ. 21 марта 2016 года был избран деканом исторического факультета.
Скончался в Москве 22 сентября 2018 года по предварительной информации от инфаркта или оторвавшегося тромба. Урна с прахом захоронена в колумбарии на Ваганьковском кладбище.

## Основные работы
- Художественные особенности росписи итальянских вилл XVI века // Проблемы истории античности и средних веков. / Под ред. Ю. М. Сапрыкина. — М.: Изд-во Московского университета, 1981. — С. 158—169.
- Классическая традиция и искусство Возрождения (росписи вилл Флоренции и Рима). — М.: Изд-во Московского университета, 1992. — 16 п.л.
- История зарубежного искусства. / Историческое образование. Программы общих курсов / Отв. ред. С. П. Карпов. — М.: Изд-во Московского университета, 1998. — 2,3 п.л. (2-е изд. 2001, в соавторстве).
- История зарубежного искусства // Историческое образование. Программы общих курсов / Отв. ред. С. П. Карпов. Часть вторая. — М.: Изд-во Московского университета, 2001. — 2,3 п.л. (второе издание) (в соавторстве).
- Искусство Возрождения в Италии. Киностудия «Актуальный фильм». 10 серий по 50 минут. Автор сценария, подбор иллюстративного материала и ведущий. — 2002. 5 п.л.
- Гимн во славу ренессансной виллы: Декорация лоджии Палаццины Гамбара в Баньяйя // Древнерусское искусство. Византия, Русь, Западная Европа: искусство и культура. Посвящается 100-летию со дня рождения Виктора Никитича Лазарева (1897—1976). — СПб.: Дмитрий Буланин, 2002. С. 419—433. — 1 п.л.
- «Подвиги Геракла» на вилле Фарнезе в Капрарола // Миф в культуре Возрождения / Отв. ред. Л. М. Брагина. — М.: Наука, 2003. — С. 164—178. — 1 п.л.
- Виллы Рима эпохи Возрождения как образная система: иконология и риторика. — М., 2007.